# دابل بی، نیو ساوت ولز
دابل بی (به انگلیسی: Double Bay) یک حومه شهر در استرالیا است که در نیو ساوت ولز واقع شده‌است.